# Cartonagem

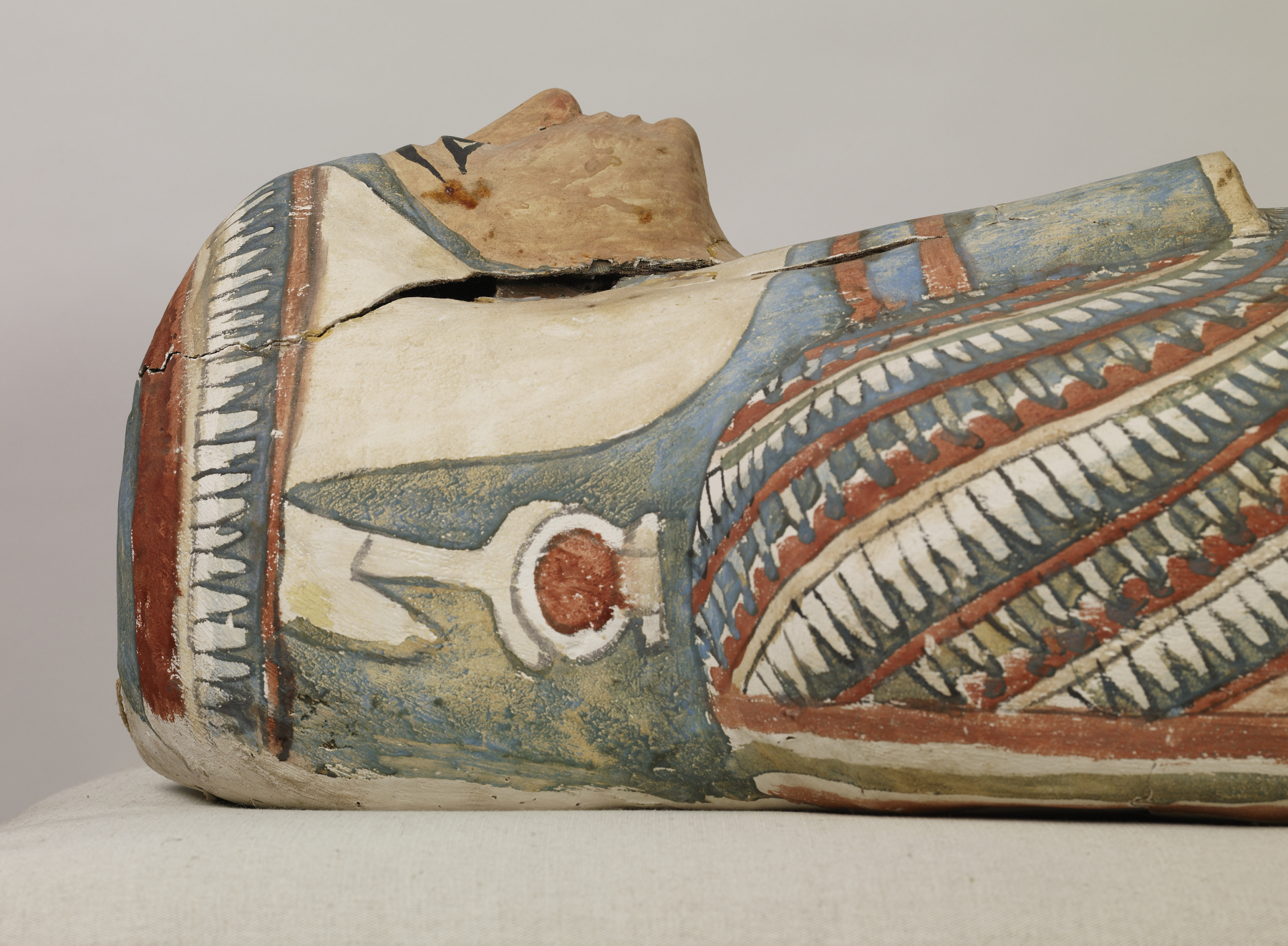
Cartonagem pintada de uma mulher desconhecida

Cartonagem é um tipo de material que compõe máscaras funerárias egípcias do Primeiro Período Intermediário em diante. Era feito de camadas de linho ou papiro cobertos com gesso. Alguns dos retratos de Faium também são pintados em painéis feitos de cartonagem.